# Jappe Claes
Pour les articles homonymes, voir Claes.
Jappe Claes, né à Tirlemont le 22 octobre 1952, est un acteur belge d'expression flamande.

## Biographie
De 1996 à 2009, Jappe Claes est attaché aux compagnies théâtrales néerlandaises De Trust et Theatercompagnie. Depuis 2003, il est directeur artistique et professeur à l'École des arts d'Amsterdam (nl). Depuis 2011, il est membre de la troupe du Nationale Toneel (nl). Claes est marié et vit à La Haye.

## Filmographie

### Au cinéma
- 1993 : Daens
- 1999 : Kaas
- 2003 : La Mémoire du tueur d'Erik Van Looy
- 2009 : Dossier K.
- 2010 : Zot van A.
- 2012 : De verbouwing
- 2013 : Le Verdict de Jan Verheyen

### À la télévision
- 2007 : Flikken
- 2013 : Albert II : Colonel Noël Vaessen

## Distinctions
- 1re cérémonie des Ensors : Meilleur acteur dans un second rôle dans Dossier K. : nommé